# Clau anglesa

Clau anglesa, dibuix CAD

Una clau anglesa (també anomenada clau de vis, clau sueca, clau Bahco o clau colzada) és una eina utilitzada per afluixar o ajustar rosques o cargols. L'obertura de la clau anglesa és ajustable, ja que posseeix un cap mòbil que li permet adaptar-se a diferents mesures de cargols. Aquesta característica la diferència de les claus comunes les quals posseeixen una grandària fixa.
Les claus angleses són claus ajustables per a tot tipus de cargols, emprades per collar i descollar cargols i femelles. Aquestes eines estan construïdes amb acer de gran resistència i duresa. La boca està lleugerament inclinada respecte a l'eix del mànec per facilitar l'operació d'ajust.
La diferència entre la clau anglesa i les claus fixes està en la capacitat de la primera d'ajustar la seva boca a la mida de l'element que ha de treballar, fent possible l'ús d'una mateixa eina per a una infinitat de mides possibles, la qual cosa requeriria un gran nombre de claus fixes.

## Origen

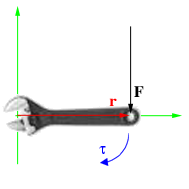
Clau anglesa.- Parell de gir

A l'enginyer anglès Richard Clyburn se li atribueix la invenció d'una clau regulable el 1842. Un altre enginyer anglès, Edwin Beard Budding, també se li atribueix la invenció.
Es van seguir millores: el 22 de setembre de 1885, Enoch Harris va rebre la patent dels EUA 326868 l'amplada de la mandíbula i l'angle de les nanses per ajustar i bloquejar. L'empresa sueca Bahco atribueix un disseny millorat, el 1891 o el 1892, a l'inventor suec Johan Petter Johansson qui a 1892 va rebre una patent.
Al Canadà i als Estats Units, l'eina es coneix com una clau de mitja lluna o una clau ajustable. A Austràlia es coneix com a "clau de desplaçament", generalment abreujada a "shifter".

## Tipus

Clau anglesa

Existeixen diferents models de claus angleses. Unes són més grans, altres són més amples del mànec... les claus més modernes són aquelles que s'ajusten mitjançant la rosca.

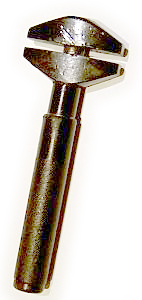
Clau francesa
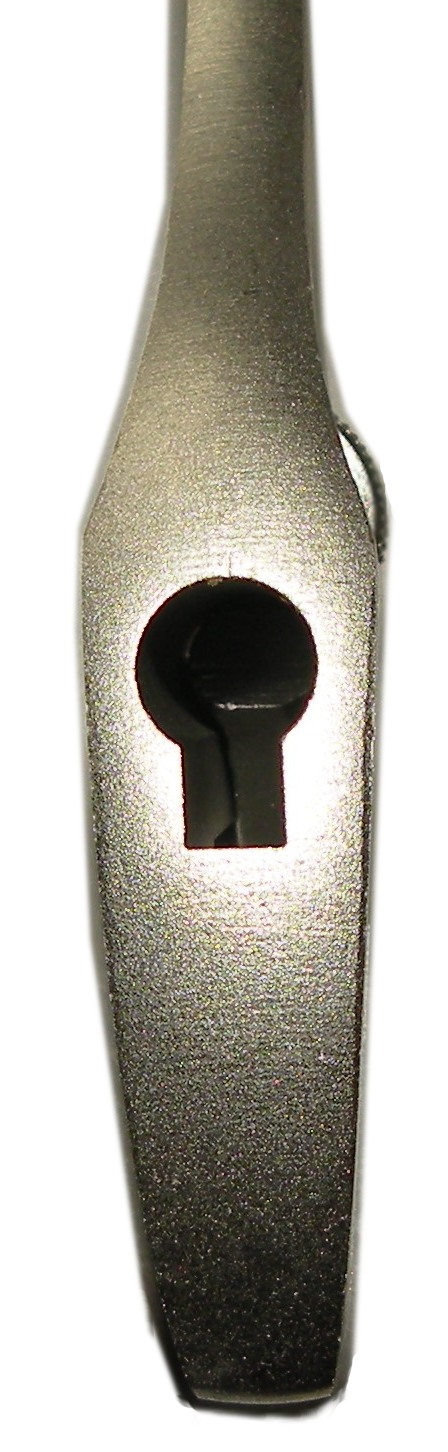
Vista de perfil
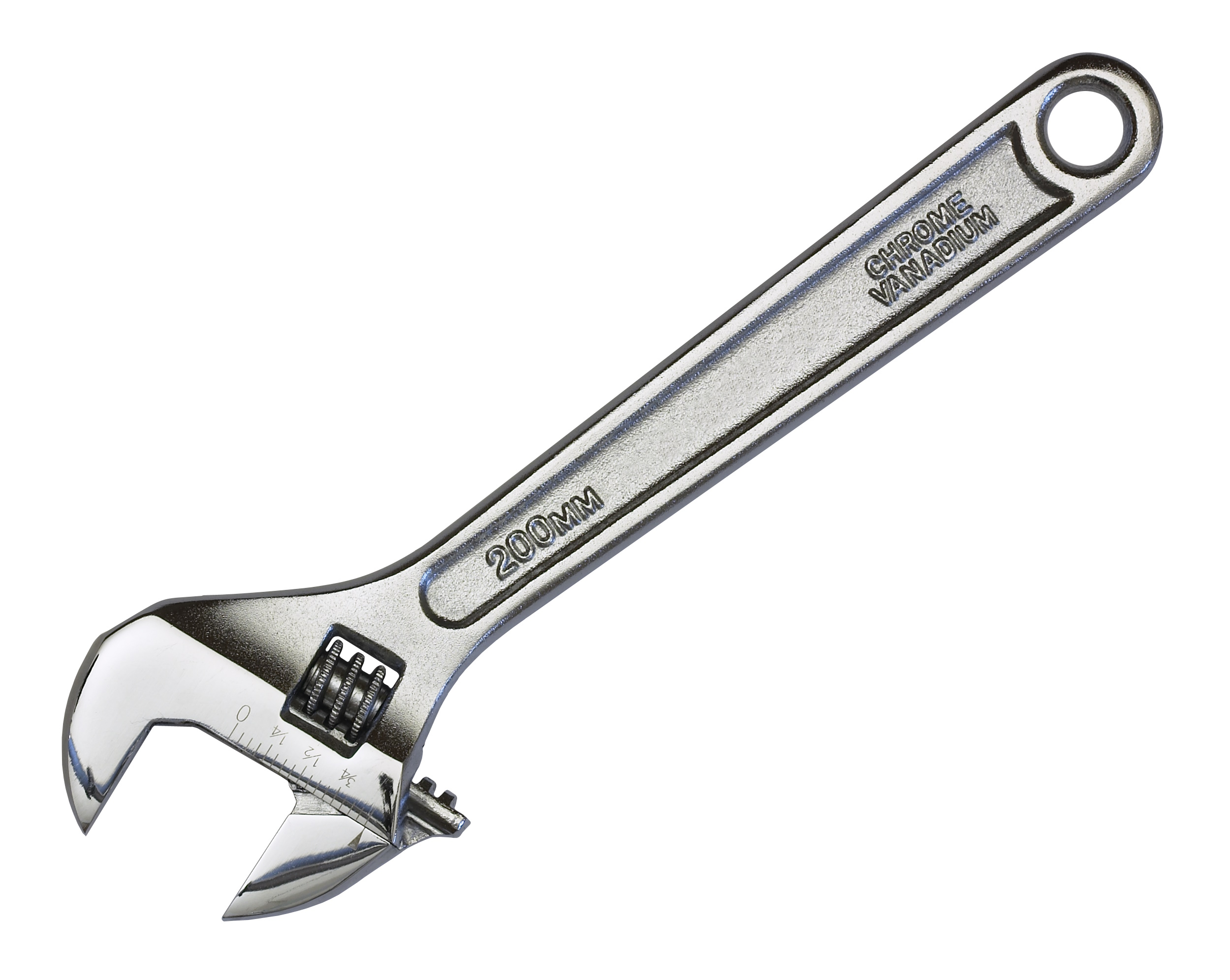
Crom vanadi
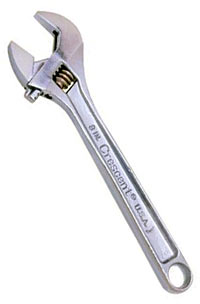
Model de 6"